# ㆄ
ㆄは、ハングルを構成する子音字母のひとつ。現在は使用されない古いハングル字母であり、ㅍの下にㅇを加えることで作られている。呼称はギョンピウプ（경피읖、軽ピウプ）、スンギョンウムピウプ（순경음 피읖、唇軽音のピウプ）もしくはガビョウンピウプ（가벼운피읖、軽いピウプ）である。唇軽音と呼ばれる音を表す字母の一つであり、音価は[ ɸʰ ]と推定されている。他にㅸ ㅹ ㅱがあるが、朝鮮語固有の音韻表記に用いられたのはㅸのみである。ｌ世祖（15世紀中葉）以降には唇軽音の字母を用いた漢字音表記や中国語音表記が廃れるとともに、この字母も使われなくなった。